# Steinfeld (Bülstedt)
Steinfeld ist ein Ortsteil der Gemeinde Bülstedt (Samtgemeinde Tarmstedt) im niedersächsischen Landkreis Rotenburg (Wümme).

## Geografie und Verkehrsanbindung
Steinfeld liegt nordöstlich des Kernortes Bülstedt direkt an der Landesstraße L 132. Nördlich erhebt sich der 36 Meter hohe Bullenberg und südöstlich der 43 Meter hohe Röhrberg. Östlich in geringer Entfernung liegt das 22 ha große Naturschutzgebiet Schwarzes Moor bei Bülstedt und nördlich das 270 ha große Naturschutzgebiet Hemelsmoor. Westlich von Steinfeld hat die Wörpe, ein Nebenfluss der Wümme, ihre Quelle.
Südlich und östlich vom Ort verläuft die A 1.

## Geschichte
Am 1. März 1974 wurde Steinfeld nach Bülstedt eingemeindet.

## Sehenswertes
- Großsteingräber bei Steinfeld (Bülstedt)
- Hofanlage Große Straße 14 von 1836 in Fachwerk mit Scheune/Stall